# Etanal
Etanal (tudi acetaldehid) je organska kemijska spojina s formulo CH3CHO ali MeCHO. To je eden od najpomembnejših aldehidov, ki se pojavljajo pogosto v naravi in se proizvajajo v velikem obsegu industrijsko. Acetaldehid se pojavlja naravno v kavi, kruhu, in zrelem sadju ter drugih delih rastlin, kot normalni del njihovega metabolizma.
Acetaldehid se uporablja predvsem kot vmesni produkt v kemični industriji; kot sestavina barv, parfumov in barvil, gume, papirja, pri konzerviranju sadja in rib, kot aroma želatino in se uporablja kot pogonsko gorivo tipiziranja. Acetaldehid se uporablja tudi za proizvodnjo ocetne kisline in pentaeritritola.
V človeškem telesu acetaldehid nastane kot vmesni proizvod v razgradnji etanola z alkohol dehidrogenazo. Acetaldehid je odgovoren za t. i. mačka (splošno slabo počutje) po preveliki količini zaužitega alkohola. Nastane tudi pri zgorevanju tobaka in nato iz tobačnega dima prehaja skozi pljuča v kri.

## Proizvodnja
Leta 2003 je svetovna proizvodnja znašala okoli 100 milijonov ton na leto. Glavna proizvodna metoda je oksidacija etilena z Wackerjevim procesom: 
2 CH2=CH2 + O2 → 2 CH3CHO 
Druga možnost je hidracija acetilena, kataliziranega z živim srebrom soli, ki daje etenol, ta pa se spremeni do etanala. Ta pot je bila v industriji prevladujoča pred Wackerjevim procesom. Prav tako se pripravlja na nižjih stopnjah, tako z dehidrogenacijo kot z oksidacijo etanola.

## Fizikalne in kemijske lastnosti
Osnovno agregatno stanje je tekočina, pri čemer je brezbarvna, lahko hlapljiva z ostrim vonjem. Vrelišče doseže pri 21 °C, plamenišče pa pri <20 °C. Temperatura samovžiga je 185 °C. Zaradi mešanja z zrakom nastane eksplozivna zmer; njene mejne vrednosti so: spodnja 4% vol - zgornja 57% vol.
Specifična teža acetaldehida je 0,78 kg/l. Je popolnoma topna z vodo, pri čemer doseže viskoznost 0,215 mPas pri 20 °C.

## Obstojnost in reaktivnost
Pri uporabi in skladiščenju v skladu z navodili se ne razgradi, pri čemer se je treba izogibati segrevanju. Ne smemo jo združite z: močnimi kislinami in lugi, koncentrirano žveplovo kislino, dušikovo kislino, žveplom, oksidanti,...

## Toksikološki podatki
Zaradi svojih lastnosti acetaldehid močno draži kožo, oči, sluznico in pljuča. Daljša izpostavljenost višjim koncentracijam povzroča poškodbe oči in deluje narkotično. Koncentracija 11000 ppm povzroči v času 1-2 ur smrt.
V zemlji, živalih in vodnih virih se razgrajuje. Zaradi velike topnosti v vodi je potencialni onesnaževalec podtalnice. Zaradi povečane aktivnosti mikroorganizmov lahko povzroči zmanjšanje koncentracije kisika v vodnih sistemih.

## Ravnanje
Acetaldehid je v svojem tekočem stanju zelo hlapen, pri čemer se lahko hlapi vžgejo. Hlapi tvorijo z zrakom eksplozivno zmes, ki je težja od zraka. Proizvod ne sme biti izpostavljen direktnemu izvoru kislin in hidroksidov. 
Potrebno ga je hraniti v zaprtem, dobro prezračevanem, suhem prostoru, ločeno od virov vžiga, ločeno od oksidantov, močnih baz in močnih kislin in pri temperaturi do +25 °C. Najeda gumo in druge umetne materiale.
V primeru razsutja je treba izolirati področje razsutja ali iztekanja takoj 50 m v vseh smereh, pri čemer je treba ostati v zavetrju, prezračiti zaprte prostore in se ne zadrževati v nižjih predelih. Področju nesreče se lahko približa le pooblaščeno osebje z uporabo izoliranega dihalnega aparata (uporaba gasilske zaščitne obleke je priporočljiva samo v primeru požara; ta je neučinkovita v drugih situacijah). V primeru razsutja je treba takoj vzpostaviti varnostno območje najmanj 300 m v vse smeri, v primeru požara pa se razdalja poveča na najmanj 800 m.